# 田崎潤
田崎 潤（、1913年〈大正2年〉8月28日 - 1985年〈昭和60年〉10月18日）は、日本の俳優。本名は田中 実。新東宝入社前は舞台俳優として、本名のまま、または月波洋三郎、毛利賢二の芸名を使っていた。青森県青森市出身。

## 来歴・人物
父は公務員。地元の小学校から県立青森商業に進学し、1932年に卒業。1933年、地方巡業の役者となり各地を回る。1935年、森川信らのレヴュー劇団ピエル・ボーイズに入団。この時、月波洋三郎や月波貫一の芸名を名乗る。1936年に退団後は中華民国だった上海にわたり、劇場の踊りの振付師を務める。1937年、帰国して名古屋の劇団に身を寄せるが、まもなく応召。1938年に除隊し、1939年に毛利賢二の芸名で新興キネマ演芸部に所属。1942年、かつてピエル・ボーイズで一緒だった清水金一や堺駿二らと新生喜劇座を結成、以後は本名の田中実で舞台に立つが、座長である清水の横暴振りから不満を抱き堺と共に退団。水の江瀧子主宰の劇団たんぽぽに堺や有島一郎と共に入団し、軽演劇の舞台に出演を続けるが、1944年に再び応召、終戦まで軍隊生活は続く。
1947年、たんぽぽに戻るが、戦前のスター・松山宗三郎こと小崎政房がいた空気座に移り、原作・田村泰次郎、脚色・小沢不二夫、演出・小崎による舞台『肉体の門』に娼婦たちと共に廃屋に同居する復員兵・伊吹新太郎役を演じる。センセーショナルな内容を描いた舞台は大評判を呼び、1948年、マキノ雅弘監督によって映画化される際、舞台と同役にキャスティングされ、映画デビューをかざる。これをきっかけに新東宝に入社する。1950年、新東宝の大作『細雪』に出演する際、芸名を田崎潤に変える。理由は本作の共演者の田中春男と苗字が被るため、宣伝部から改名を要求されたからで、芸名の由来は本名の田の字と『細雪』の原作者谷崎潤一郎の崎潤とを組み合わせた。
1951年には『オール讀物』に連載が始まったばかりの村上元三の小説『次郎長三国志』を読んで、作中人物・桶屋の鬼吉を自ら演じたくてマキノ雅弘監督に映画化の企画を持ち込み、この『次郎長三国志』は東宝映画でシリーズ映画化され、東宝のドル箱シリーズとなる。1960年代からは東宝を中心に、黒澤作品からゴジラシリーズなどの特撮・怪獣映画、戦争映画に至るまで、数多くの作品に出演。力強い顔立ちで強烈な存在感を残す役どころが多い。中でも1957年の新東宝の大ヒット作『明治天皇と日露大戦争』での東郷平八郎連合艦隊司令長官や、1963年の東宝特撮映画『海底軍艦』の神宮寺大佐、1967年の東宝35周年記念映画『日本のいちばん長い日』の小園安名大佐など、叩き上げの軍人役や指揮官役に定評がある。テレビドラマでも、頑固な親父役から凄みのある悪役まで、幅広い役柄を演じている。主演作は300本以上におよんだ。
NHKのクイズ・ゲーム番組『連想ゲーム』のレギュラー回答者でもおなじみだった。この時、いつもスタジオ中に響く大声で回答していたということもあり、他の回答者の前にあったスタンドマイクが田崎の前には置かれていなかったという逸話もある。
テレビドラマ『スクール☆ウォーズ』の原作者である作家、馬場信浩は1975年頃、俳優修行を田崎の元で行っていた。
その後、日仏合作映画・『乱』のロケに参加する。だが1984年11月に肺癌と診断されるも盟友・黒澤明の求めに応え、無理を承知で長期ロケ撮影に参加し見事演じ切る。収録終了後、玉川病院に入院するも癌は末期に達していて、1985年10月18日午前3時18分に同病院で死去（享年72歳）。

## エピソード
- 三船敏郎は一番の飲み友達だった。土屋嘉男は夜銀座を歩いていて、2人が広い車道の真ん中を大声でわめきながら歩いているのを見て、慌てて隠れたことがあるという。
- 成城に家を新築した際にパーティーを開いた。和やかな宴だったが、突然酔った三船が怒鳴り声をあげて帰ってしまった。しばらくすると三船が田崎邸の前に車を停め、「やーい田崎! 出てこーい!」と叫んでピストル[注釈 1]を三発撃ち、轟音を上げて走り去った。土屋によると原因は田崎と三船の「誰を呼んで、誰を呼ばなかった」という子供っぽいいさかいによるもので、この出来事は「成城のピストル事件」と呼ばれ、閑静な成城でしばらく有名な話だったという[11][信頼性要検証]。
- 映画『八甲田山』では雪中行軍中に尋ねられる地元民の役で出演、故郷の完璧な津軽弁を披露している。
- 映画監督の本多猪四郎は、田崎は訛りがとれずに苦労したというが、そうした経験が演技に深みを与えていたと評している[12]。
- 映画『怪獣大戦争』で共演した沢井桂子は、田崎は声が大きく豪快な話し方で、酒を飲むとさらに大きな声になったと証言している[13][14]。
- 映画『戦国野郎』（1963年）で共演した中島春雄は、立ち回りのシーンで段取りを誤った田崎の頭に竹光を打ち込んでしまい、田崎から怒鳴られたが、撮影後に田崎から謝罪されぼたん鍋を食べさせてもらったといい、気持ちの良い人物であったと述懐している[15]。
- 夏木陽介によれば、撮影の合間に撮影所の床山の部屋で田崎や三船敏郎、宝田明、佐藤允らでよくセブンブリッジに興じていたといい、田崎は印刷所に依頼してスコア用紙を作り、各人の点数をつけるなど細かい面もあったという[16]。

## 主な出演作品

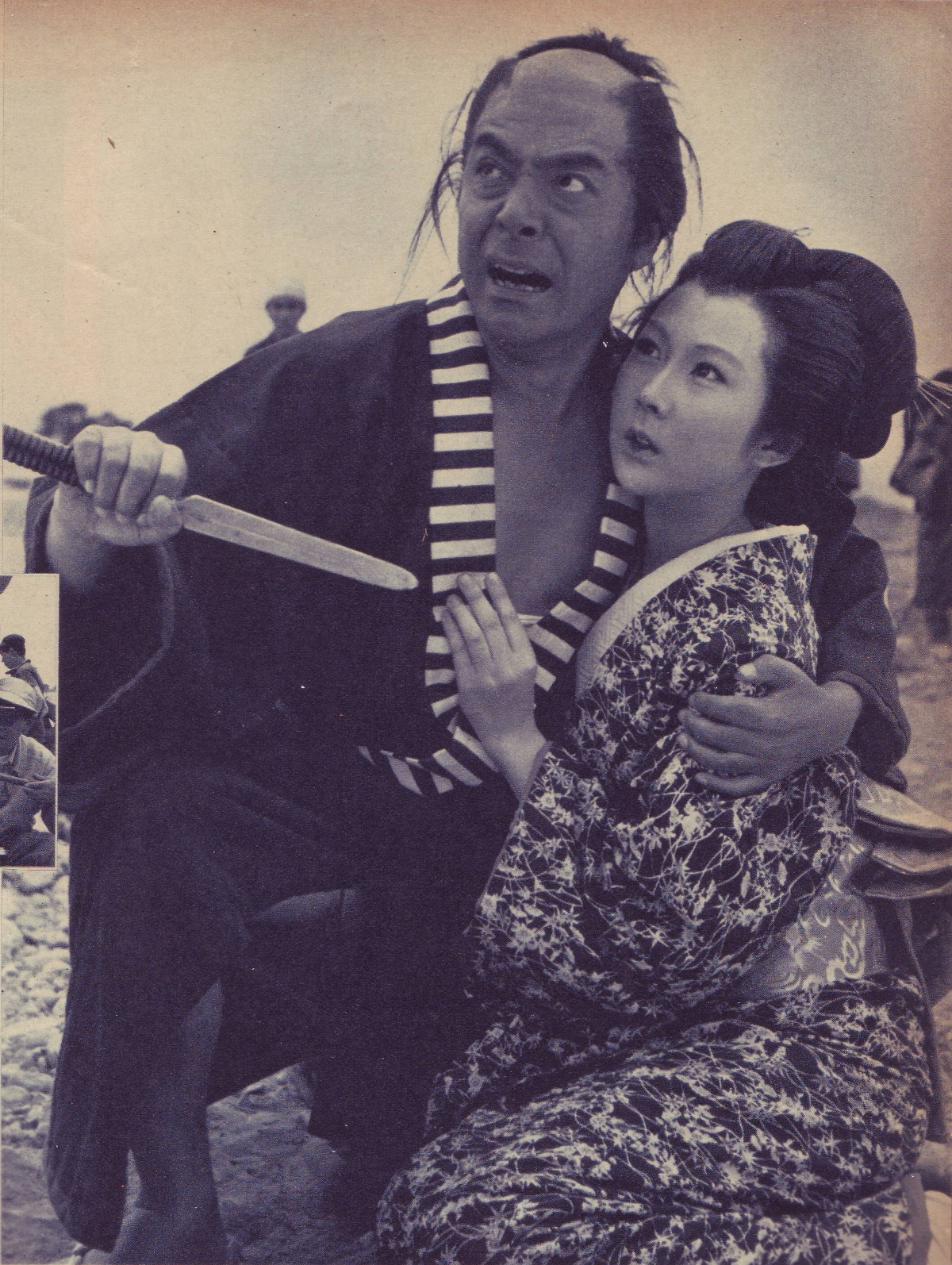
『下郎の首』（1955年）メイキング。瑳峨三智子と

### 映画
- 肉体の門（1948年、吉本＝太泉） - 復員兵・伊吹新太郎 [注釈 2]
- 帰國 ダモイ（1948年、新東宝） - 赤化教育を受けた復員兵 [注釈 2]
- 暁の脱走（1950年、新東宝） - 木村軍曹 役[注釈 2]
- 白昼の決斗（1950年、新東宝） - 相坂三平 [注釈 3]
- バナナ娘（1950年、新東宝） -  ※準主演
- 細雪（1950年、新東宝） - 板倉米吉
- 夜の緋牡丹（1950年、新東宝） - 吉岡
- 殴られた石松（1951年、新東宝） - 森の石松 役 ※主演
- 高原の駅よさようなら（1951年、新東宝） - 戸田直吉
- ブンガワンソロ（1951年、新東宝） - 参謀少佐
- 魚河岸帝国（1952年、新東宝） - 塚本良介  ※主演
- チャッカリ夫人とウッカリ夫人（1952年、新東宝） - チャッカリ夫人の夫・茶刈氏
- 清水次郎長伝（1952年、新東宝）
- 夕焼け富士（1952年、新東宝） - 稲田友之丞
- 次郎長三国志シリーズ（1952年 - 1954年、東宝） - 桶屋の鬼吉
- 珍説忠臣蔵（1953年、新東宝） - 不破数右衛門
- 白鳥の騎士（1953年、新東宝） - 羅生丸
- 地獄門（1953年、大映） - 小源太
- 東尋坊の鬼（1954年、新東宝） - 新吉 ※主演
- 忍術児雷也（1955年、新東宝） - 大蛇丸 ※準主演
- 明治一代女（1955年、新東宝） - 巳之吉 ※準主演
- 逆襲大蛇丸（1955年、新東宝） - 大蛇丸 ※準主演
- 下郎の首（1955年、新東宝） - 下郎訥平 ※主演
- 軍神山本元帥と連合艦隊（1956年、新東宝） - 宇田参謀長
- 社長三等兵（1956年、新東宝） - 山切準三 ※主演
- 風雲急なり大阪城　真田十勇士総進軍（1957年、新東宝） - 真田幸村 ※主演
- 明治天皇と日露大戦争（1957年、新東宝） - 東郷平八郎
- 野良猫（1958年、東宝〈宝塚映画製作〉）
- 日蓮と蒙古大襲来 (1958年、大映京都）依智の三郎
- 忠臣蔵 (1958年、大映京都）清水一角
- 日本誕生（1959年、東宝） - 大伴久呂比古 役[17]
- 暗黒街の対決（1960年、東宝）- 小塚組親分・小塚音吉
- ハワイ・ミッドウェイ大海空戦 太平洋の嵐（1960年、東宝）- 加来艦長 [17]
- 殴り込み艦隊（1960年、東映）- 駆逐艦黒雲・剛田艦長
- 赤坂の姉妹より 夜の肌 (1960年、東京映画)
- 大坂城物語（1961年、東宝） - 筒井是界坊
- 妖星ゴラス（1962年、東宝） - 園田艇長 [17][4]
- どぶろくの辰（1962年、東宝）
- ゴジラシリーズ（東宝）
  - キングコング対ゴジラ（1962年） - 東部方面隊総監 [2][4]
  - モスラ対ゴジラ（1964年） - デスク 役[出典 3]
  - 怪獣大戦争（1965年） - 桜井博士 役[17][6]
  - ゴジラ・エビラ・モスラ 南海の大決闘（1966年） - 基地司令官 [17][6]
  - 怪獣総進撃（1968年、東宝） - 吉田博士 [17][6]
- クレージー映画（東宝）
  - ニッポン無責任時代（1962年） - 黒田有人
  - 花のお江戸の無責任（1964年） - 水野十郎左衛門
  - 無責任清水港（1966年） - 横山隼人
  - クレージーだよ天下無敵（1967年） - 密輸団のボス
  - 日本一のヤクザ男（1970年） - 前野武造
- 忠臣蔵 花の巻・雪の巻（1962年、東宝） - 村上鬼剣
- 大盗賊（1963年） - 摺武 [4]
- 秘剣 (1963年)
- 戦国野郎（1963年)
- 新撰組始末記（1963年、大映） - 芹沢鴨
- 海底軍艦（1963年、東宝） - 神宮司八郎大佐 [出典 4]
- 天国と地獄（1963年、東宝） - 神谷重役
- 青島要塞爆撃命令（1963年、東宝） - 村田参謀 [17]
- 太平洋の翼（1963年、東宝） - 中馬大佐 [17]
- 宇宙大怪獣ドゴラ（1964年、東宝） - 上司 [17]
- われ一粒の麦なれど（1964年、東宝）
- 今日もわれ大空にあり（1964年、東宝） - 白川司令
- 国際秘密警察シリーズ（東宝）
  - 国際秘密警察 火薬の樽（1964年） - 龍野博士
  - 国際秘密警察 絶体絶命（1966年） - ブッダバル国首相
- 太平洋奇跡の作戦 キスカ（1965年、東宝） - 阿久根大佐[17]
- フランケンシュタイン対地底怪獣（1965年、東宝） - 西秀雄県警本部長 [2]
- 網走番外地シリーズ（東映）
  - 網走番外地 荒野の対決（1966年） - 栗田
  - 網走番外地 決斗零下30度（1967年） - 坑夫長蝮
  - 網走番外地 悪への挑戦（1967年） - 門馬剛造
- フランケンシュタインの怪獣 サンダ対ガイラ（1966年、東宝） - 橋本陸将補 [2][4]
- 東宝8.15シリーズ（東宝）
  - 日本のいちばん長い日（1967年） - 小薗大佐
  - 日本海大海戦（1969年） - 橋口島司 [17]
- 忘れるものか（1968年　日活）
- 牡丹と竜（1970年、日活） - 花川俊太郎
- スパルタ教育くたばれ親父（1970年、日活） - 田上義郎
- おしゃれ大作戦（1976年、東宝） - 柳沢吉宗
- 恋人岬（1977年、松竹） - 滝川修平
- 八甲田山（1977年、東宝） - 鈴木貞雄
- 白昼の死角（東映） - 川前工業・五十畑
- 連合艦隊（1981年、東宝） - 豊田連合艦隊司令長官 [17]
- 小説吉田学校（1983年、東宝） - 大野伴睦
- プルメリアの伝説 天国のキッス（1983年、東宝） - 村上
- 乱（1985年、ヘラルド・エース） - 綾部政治

### テレビドラマ
- 無法松の一生（1957年、NTV） - 富島松五郎 （主演）
- 鉄腕アトム（1959年、MBS） - 天馬博士
- 無法松の一生（1962年、NHK総合） - 富島松五郎（主演）
- 大河ドラマ（NHK総合）
  - 赤穂浪士（1964年） - 宝井其角
  - 太閤記（1965年） - 清水宗治
  - 源義経（1966年） - 土佐坊昌俊
  - 竜馬がゆく（1968年） - 鹿田伝兵衛
  - 天と地と（1969年） - 武田信虎
  - 樅ノ木は残った（1970年） - 堀主水
  - 国盗り物語（1973年） - 平手政秀
  - 徳川家康（1983年） - 島津義弘
- 青春とはなんだ 第10話「風に立つ」（1965年、東宝 / NTV）
- ウルトラQ 第3話「宇宙からの贈りもの」（1966年、円谷プロ / TBS） - 坂本長官
- さぶ（1966年、CX）
- フジ三太郎 第5話「ママの誕生日」（1968年、国際放映 / TBS）
- 五人の野武士 第16話「野望に賭ける」（1969年、三船プロ / NTV） - 赤星将監
- 青空にとび出せ!（1969年、国際放映 / TBS）
- サインはV（1969年、東宝 / TBS）
- 銭形平次（東映 / CX）
  - 第216話「竜巻組始末」（1970年） - 勘助
  - 第288話「明暗一筋切」（1971年） - 竜耳軒
- 鬼平犯科帳 （1969年-70年、NET / 東宝）第29話「麻布ねずみ坂」（1970年）- 白子の菊右衛門
- 紅つばめお雪 第9話「悪もさじ加減」（1970年、東映 / NET） - 江川玄琢
- なんたって18歳!（1971-1972年、大映テレビ / TBS） -青木鬼八郎
- 大忠臣蔵（1971年、三船プロ / NET） - 鍵屋市兵衛
- 大江戸捜査網（日活〜三船プロ / 12ch）
  - 第17話「斬り込み大作戦」（1971年） - 伊能主水
  - 第61話「帰ってきた狼」（1972年） - 木曽屋重兵衛
  - 第440話「消えた一万両の花嫁」（1980年） - 紀州屋
- 人形佐七捕物帳（1971年、東宝 / NET） - 鳥越の嘉平次
- 連続テレビ小説 / 繭子ひとり（1971年 - 1972年、NHK総合）
- 気になる嫁さん 第14話「こんなはずでは」（1972年、ユニオン映画 / NTV）- 二宮金太郎
- 月よりの使者（1972年、TBS）
- 木枯し紋次郎 第14話「水神祭に死を呼んだ」（1972年、C.A.L / CX） - 茂左衛門（人斬り伝蔵）
- 遠山の金さん捕物帳 第98話「奉行を子分にした男」（1972年、東映 / NET） - 源助
- 荒野の素浪人 第30話「緋剣 三匹の女渡世人」（1972年、三船プロ / NET） - 御子上虎四郎
- 世なおし奉行 第3話「狼どもの夜」（1972年、東映 / NET）
- 唖侍 鬼一法眼 第10話「吠えた峠の女心」（1973年、勝プロ / NTV） - 権三
- ジャンボーグA（1973年、円谷プロ / MBS） - 伴野大作
- われら青春!（1974年、東宝 / NTV） - PTA会長
- 仮面ライダーX 第1話「X.X.Xライダー誕生!!」・第2話「走れクルーザー! Xライダー!!」（1974年、東映 / MBS） - 神啓太郎教授 役[注釈 4]
- ぶらり信兵衛 道場破り 第41話「とまれ銀太」（1974年、CX） - 川村彦斎
- ポーラテレビ小説 （TBS）
  - やっちゃば育ち（1974年） - 花田時造
  - 文子とはつ（1977年） - 天崖・和尚
- 非情のライセンス 第2シリーズ 第46話「兇悪の閃光」（1975年、東映 / NET） - 山形刑事
- 必殺シリーズ（ABC / 松竹）
  - 必殺仕業人 第28話「あんたこの結果をどう思う」（1976年） - 江戸屋源蔵
  - 必殺仕事人
    - 第11話「極悪人ほどよく眠れるか?」（1979年） - 唐津屋清造
    - 第71話「絞り技一揆助命脳天突き」（1980年） - 堀備前守直親
- 破れ傘刀舟悪人狩り 第65話「槍しぶき黒田節」（1975年、中村プロ / NET） - 銀平
- 伝七捕物帳 （NTV）
  - 第100話「花のお江戸の喧嘩鳶」（1976年） - 庄五郎
  - 第146話「炎に泣いた父子鳥」（1977年） - 辰巳屋
- 夫婦旅日記 さらば浪人（1976年、勝プロ / CX） - 山崎源之進
- ベルサイユのトラック姐ちゃん（1976年、東映 / NET） - 勘治
- 男たちの旅路 第2部 第3話「釧路まで」（1977年、NHK総合） - 上田船長
- 怪人二十面相 第15話「ばんざい! 新入団員」（1977年、大映テレビ / CX）
- 気まぐれ本格派 第1話「カッパの里帰り」（1977年、ユニオン映画 / NTV）
- お昼のテレビ小説　華うるし （1977年、国際放映 / CX） - 横田雄平
- 達磨大助事件帳 第13話「雪絵危機一髪」（1978年、ANB / 前進座 / 国際放映） - 大黒屋
- 新五捕物帳 （ユニオン映画 / NTV）
  - 第41話「露の情け」（1978年）
  - 第100話「風車の唄」（1980年）- 小川検校
- 判決（1978年 - 1979年、ANB） - 岡部長検事
- 同心部屋御用帳 江戸の旋風IV 第8話「返ってきた雨傘」（1979年、CX / 東宝） - 徳兵衛
- チェックメイト78 第13話「口紅をぬる警部」（1979年、テレパック / ABC）
- 江戸の激斗 第6話「泣くな! 新八郎友を斬れ」（1979年、東宝 / CX） - 黒蜘蛛の伝蔵
- そば屋梅吉捕物帳 第1話「闇を斬る江戸の月」（1979年、12ch / 国際放映） - 長沼
- 手錠をかけろ! 第3話「女子大生誘拐事件 -上高地-」（1979年、国際放映 / CX）
- 大捜査線 第15話「一枚の紙」（1980年、ユニオン映画 / CX）
- ケンちゃんチャコちゃん（1980年 - 1981年、国際放映 / TBS） - 主人公兄弟の祖父
- ゆるしません!（1980年 - 1981年、宝塚映画 / KTV） - 木山源次郎
- 噂の刑事トミーとマツ 第2シリーズ 第12話「トミーの月光仮面の大爆走!」（1982年、大映テレビ / TBS）
- 影の軍団III 第12話「標的は魔性の肌」（1982年、東映 / KTV）
- 大戦隊ゴーグルファイブ 第30話「猪苗代の黄金魔剣」（1982年、東映 / ANB） - 鈴木一鉄
- 鬼平犯科帳 (萬屋錦之介) 第3シリーズ 第23話「馴馬の三蔵」（1982年、東宝 / ANB） - 馴馬の三蔵
- 時代劇スペシャル / はぐれ狼（1982年、ユニオン映画 / CX） - 喜右衛門
- 大岡越前 第6部 第14話「父の死を願った息子」（1982年6月7日、C.A.L / TBS） - 安西虎之助
- 激闘!カンフーチェン 第4話「修行！娘心と花と拳」（1983年6月11日、東宝 / YTV）
- ザ・サスペンス / 恐怖の家族 ジェロニモ（1983年、TBS）
- 水戸黄門 第14部 第32話「灘の庄助なぜ酔っぱらう -灘-」（1984年6月4日、C.A.L / TBS） - 房右衛門
- ドラマ人間模様 / 新・夢千代日記（1984年、NHK総合） - 有田久三

### テレビアニメ（声優として）
- フクちゃん（1982年、テレビ朝日） - フクちゃんのおじいちゃん

### 吹き替え
- 大草原の小さな家 第14話・第15話「ローラの祈り」（1975年、NHK総合） - ジョナサン（アーネスト・ボーグナイン）

### バラエティー番組
- 連想ゲーム（NHK総合・クイズ番組）

### CM
- ブラザー工業：ブラザーミシン（1970年代後半）
- マルちゃん： チャーシューメン（1970年代後半。歌も唄った。ナレーション:広川太一郎）

## 著書
- 『ズウズウ弁の初舞台　悔いなし、役者人生』 サイマル出版会、1983年。ISBN 4377406078